# ノカルディア属
ノカルディア属（-ぞく、Nocardia、ノカルジア属）は放線菌に分類される細菌の一属。計85種。病原性を示さない種もあるが、ノカルジア症の原因となる種もある。ノカルディアは世界中の有機物に富む土壌中に認められる。さらにノカルディアは健康な歯肉と歯周ポケットの口腔微生物叢にも見られる。ほとんどのノカルディアの感染はその細菌の吸入か外傷からの侵入によって起こる。現在、103種が登録されている(2015年4月28日現在)。

## 培養と染色法
ノカルディアのコロニーは、見た目はさまざまだが、ほとんどの種は解剖顕微鏡で見ると、栄養が制限された培地で培養された場合は特に、気菌糸を持つように見える。ノカルディアは非選択性培地でゆっくり増殖する偏性好気性菌であり、幅広い温度条件で生育することができる。いくつかの種は部分的に抗酸性（染色過程の間に薄い硫酸か塩酸が使用されるべきことを意味する）であり、それは細胞壁に中程度の長さのミコール酸を含むからである。過半数の株は重要な病原性因子であるコードファクター (トレハロース6,6'-ジミコレート)を持つ。
ノカルディアはカタラーゼ陽性で、ほとんどの一般的に使われる培地で容易に増殖し、3－5日で目で見える大きさのコロニーになる。しかし、もっと長い培養期間（2、3週間）が必要なこともある。
この属に含まれる種のうち、10種はヒトから単離された。

## 病原性
ノカルディア属のさまざまな種が低い病原性を持つ病原性細菌である。そのため、臨床で重要な疾患は、小さな子供、高齢者、および免疫不全（最も典型的なのはHIV）の患者のような免疫系が弱い人での日和見感染症として最も頻繁に発生する。ノカルディアの病原性因子は2つの酵素カタラーゼとスーパーオキシドジスムターゼ（細菌に対して毒性のある活性酸素を無毒化する）、および「コードファクター」（ファゴソームがリソソームと融合することを阻害してマクロファージによる食作用に干渉する）である。

## 臨床疾患および微生物学的診断
Nocardia asteroidesは最も頻繁にヒトに感染するノカルディア属の一種であり、ほとんどの場合、免疫不全症の患者での日和見感染として起こる。医学的に関心のある他の種は、N. brasiliensisとN. caviaeである。
ヒトのノカルディアの疾患で最も一般的なのは低進行性肺炎であり、一般的な症状は、咳、呼吸困難、および熱を含む。この感染が胸膜まで感染が広がることは稀である。すでに存在する肺の疾患、特に肺胞タンパク質症は、ノカルディア肺炎にかかる危険性を増す。全身に広がった場合、あらゆる器官が影響を受ける。
ノカルディア属の一種は主要な病原効果の１つとして心内膜炎の過程に深く関わっている。
約25-33%のヒトでノカルディア属の感染は脳炎および／または脳腫瘍を形成する。
ノカルディア属はまた、放線菌腫（特にNocardia brasiliensis）、リンパ皮膚型疾患、蜂巣織炎、および皮下腫瘍のようなさまざまな皮膚の感染を引き起こすことがある。
生物学的試料からのノカルディア属の単離は、レジオネラに使われるのと同じ酵母抽出液と活性炭に富む寒天培地（BCYE）を使って行われる。マイコバクテリアや真菌用の選択培地も用いられる。最も適した試料は唾液であるが、臨床で必要であれば、気管支肺胞洗浄検査または生体組織検査である。種を特定するためのさらなる生化学的検査は通常行われない。
血清検査と皮膚反応は利用できない。

## 治療
トリメトプリム-スルファメトキサゾールを用いた抗菌薬療法が最も一般的な治療である。 ニューモシスチス肺炎の治療のような他の理由でトリメトプリム-スルファメトキサゾールを摂っている人は、ノカルディア属に感染しにくいように見えるが、この防護効果は信頼できないと考えられており、いくつかの研究で全体的に異議が唱えられている。 ミノサイクリンは通常、スルファ系薬剤が処方できない場合の代わりとして使われる。高投与量のイミペネムとアミカシンもまた、深刻な症例、または難治性の症例で使用される。 リネゾリドはノカルディア属に非常に効果的であるようにみえるが、非常に高価であり、深刻な薬物有害反応を引き起こすかもしれない。
抗生物質治療は６カ月（免疫力のある場合）から１年（免疫抑制の場合）続けられ、期限なく続けられることがある。 適切な傷の処置も重要。

## 遺伝学
ノカルディア属は抗生物質、芳香族化合物分解酵素または変換酵素を産生するような興味深く重要な性質を持っているが、遺伝学的ツールがないためにこの生物の研究は遅れている。しかし、実際的なノカルディア-大腸菌シャトルベクターが最近開発された。

## 代表的な菌種
(N. asteroides)肺に浸潤し、膿瘍形成。血行性で他臓器を侵し、弱抗酸性を示す。
(N. brasiliensis)
(N. carnea)
(N. farcinica)
(N. nova)
(N. otitidiscaviarum)
(N. salmonicida)
(N. seriolae)養殖魚（ブリ、カンパチ、ヒラメなど）における抗酸菌症 (魚類)の原因菌。
(N. transvalensis)
(N. vaccinii)植物病原菌。ブルーベリーに菌こぶを形成する。